# Constantin Bucșan
Constantin Bucșan (n. 20 noiembrie 1883, Sibiel, jud. Sibiu - d. în sec. al XX-lea) a fost un deputat în Marea Adunare Națională de la Alba Iulia, organismul legislativ reprezentativ al „tuturor românilor din Transilvania, Banat și Țara Ungurească”, cel care a adoptat hotărârea privind Unirea Transilvaniei cu România, la 1 decembrie 1918.:p. 67

## Biografie
Constantin Bucșan s-a născut în comuna Sibiel, jud. Sibiu, la data de 20 noiembrie 1883. Și-a luat doctorat în drept, profesând ulterior ca avocat.:p. 67

## Activitatea politică

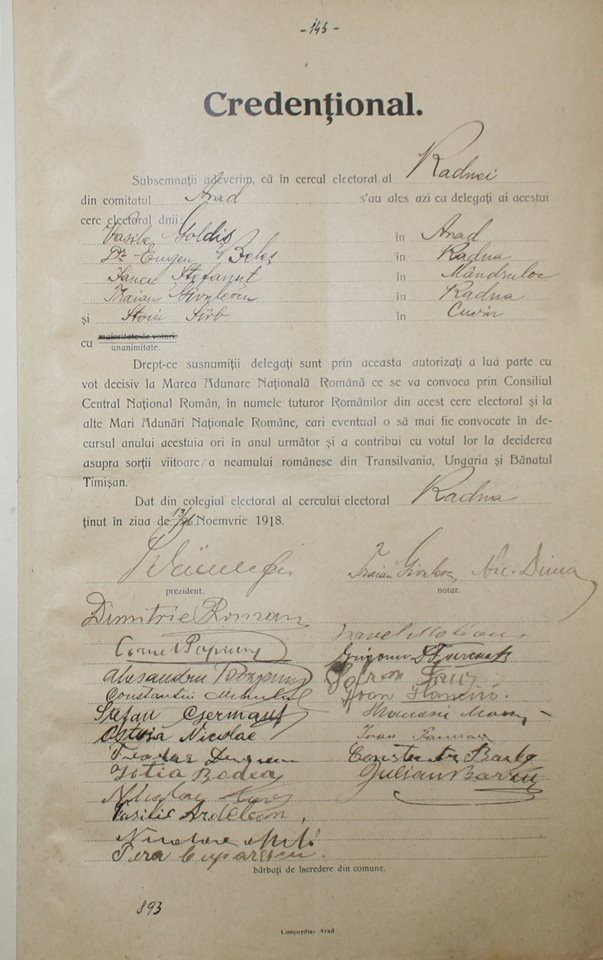
Credențional

A fost membru în Marele Sfat al Transilvaniei, cooptat în Marea Adunare Națională de la Alba Iulia din 1 noiembrie 1918. După Marea Unire, a fost membru al Parlamentului din București (deputat de Sălaj) în anii 1919-1920, 1920-1922, 1926-1927. A făcut parte și din comisia de unificare și a fost secretar general al Ministerului de Interne în Cluj de la 8 aprilie 1920 până la 17 ianuarie 1921. A fost și subsecretar de stat la Ministerul de Interne de la 28 martie 1926 până la 4 mai 1927.:p. 68

## Activitate publicistică
A fost colaborator și apoi redactor la ziarul Tribuna din Arad (1908-1910), colaborator la revista Țara noastră din Sibiu, codirector al reviseti politice și literale Tribuna din București (1915-1916), redactor la ziarul România din Iași (1917-1918), întemeietor și director al revistei Dreptul din Sibiu (1919) și colaborator la ziarul Îndreptarea din București (1921-1937).:p. 68